# HMS Churchill (S46)
Pour les autres navires du même nom, voir HMS Churchill.
Le HMS Churchill (pennant number : S46) est le navire de tête des trois sous-marins nucléaires d'attaque de classe Churchill de la Royal Navy.

## Conception
Le HMS Churchill a été choisi pour tester en grandeur réelle la première propulsion sous-marine à hydrojet. Les essais d’une unité à grande vitesse ont été suivis d’autres essais avec une unité à basse vitesse. Ceux-ci ont été suffisamment réussis pour que la même propulsion soit installée dans le reste des navires de la classe. Les classes de sous-marins britanniques qui ont suivi comportaient également l’hydrojet, bien que les navires de tête des classes Swiftsure et Trafalgar aient été équipés d’hélices lors de leur construction.

## Historique
Le HMS Churchill, le quatrième sous-marin à propulsion nucléaire de la Royal Navy, a été commandé le 21 octobre 1965 et sa quille a été posée le 30 juin 1967 au chantier naval de Vickers Shipbuilding and Engineering Limited (VSEL) à Barrow-in-Furness. Le sous-marin a été lancé le 20 décembre 1968 par Mary Soames, la plus jeune fille de Winston Churchill, et mis en service le 15 juillet 1970,.
Il effectue un tir d'essai d'un missile Sub-Harpoon alors en développement durant l'été 1979 en Californie, ces missiles étant achetés par la Royal Navy en 1984.